# Cineteatro Duni
Il Cineteatro Duni è un teatro di Matera. È intitolato ad Egidio Romualdo Duni, compositore materano del XVIII secolo. È il teatro più grande e con più posti a sedere della regione Basilicata.

## Storia
Nell'intensa attività edilizia sviluppatasi nella Matera del secondo dopoguerra, si inserisce la costruzione di questo cinema-teatro, affidato alla progettazione dell'architetto materano Ettore Stella e completato nel 1949. Il disegno non rimanda allo stile classico del teatro all'italiana, ma è ispirato a modelli decisamente moderni per l'epoca: linee essenziali in ossequio a uno stile di ascendenza mitteleuropea (tra i riferimenti di Stella, Walter Gropius), divisione razionale in platea e galleria per un totale di 750 posti a sedere, con un piccolo golfo mistico. La struttura fu realizzata interamente in cemento armato, materiale che a Matera non aveva fatto ancora la sua comparsa.
È dedicato al grande compositore materano del '700 Egidio Romualdo Duni, vero e proprio genius loci musicale.
Il cinema teatro Duni appartiene al patrimonio della cultura e dell'architettura nazionale; accuratamente fotografato da Vasari, è stato recensito su diverse riviste di settore da L'Architectures d'Aujourd'hui a Domus, da Metron a Casabella. Attualmente, il gruppo di progettisti, coordinato dall’architetto materano Luigi Acito, che ha vinto la procedura pubblica per la progettazione, direzione lavori e sicurezza, ha depositato il progetto definitivo dell’opera. Il progetto prevede due modalità di intervento: il restauro conservativo e l’adeguamento funzionale.

## Dati e curiosità
La struttura è fornita di un impianto audio Dolby Surround. In varie occasioni ha ospitato artisti italiani e stranieri come Giorgio Albertazzi, Uto Ughi, Giovanni Allevi, Gino Paoli, Katia Ricciarelli, Cecilia Valdenassi, Carlo Giuffré, Luca De Filippo, Luigi De Filippo, Gianni Morandi, Luis Bacalov, Franco Battiato, Massimo Ranieri, Paolo Rossi, Stefano Bollani, Raphael Gualazzi, Noa e i Negrita.
Spettacoli di rilievo come l'Arlecchino servitore di due padroni, regia di Giorgio Strehler.